# Cyraneczka południowa
Cyraneczka południowa (Anas nesiotis) – gatunek średniej wielkości nielotnego ptaka z rodziny kaczkowatych (Anatidae). Występuje endemicznie na Wyspach Campbella na południe od Nowej Zelandii. Jest uznawana za gatunek narażony na wyginięcie.

## Systematyka
Gatunek został opisany naukowo przez J.H. Fleminga w 1935 roku jako Xenonetta nesiotis. Epitet gatunkowy pochodzi od greckiego νησιωτης, nēsiōtēs, co oznacza „wyspiarz”. Przez 87 lat po odkryciu holotypu istniały wątpliwości, czy jest to rzeczywiście kaczka zamieszkująca Wyspy Campbella, czy też osobnik cyraneczki auklandzkiej (Anas aucklandica), który zabłąkał się tam z odległych o 270 km Wysp Auckland. Dopiero w 1973 roku odkryto żyjącą populację na wyspie Dent. Ptaki te są blisko spokrewnione z cyraneczką auklandzką i nieco dalej z cyraneczką rdzawą (Anas chlorotis). Te trzy taksony tworzą jeden klad, a w przeszłości były uznawane za jeden gatunek. Pomimo zewnętrznego podobieństwa nie łączy ich bliższe pokrewieństwo z cyraneczką szarą (Anas gibberifrons).

## Charakterystyka

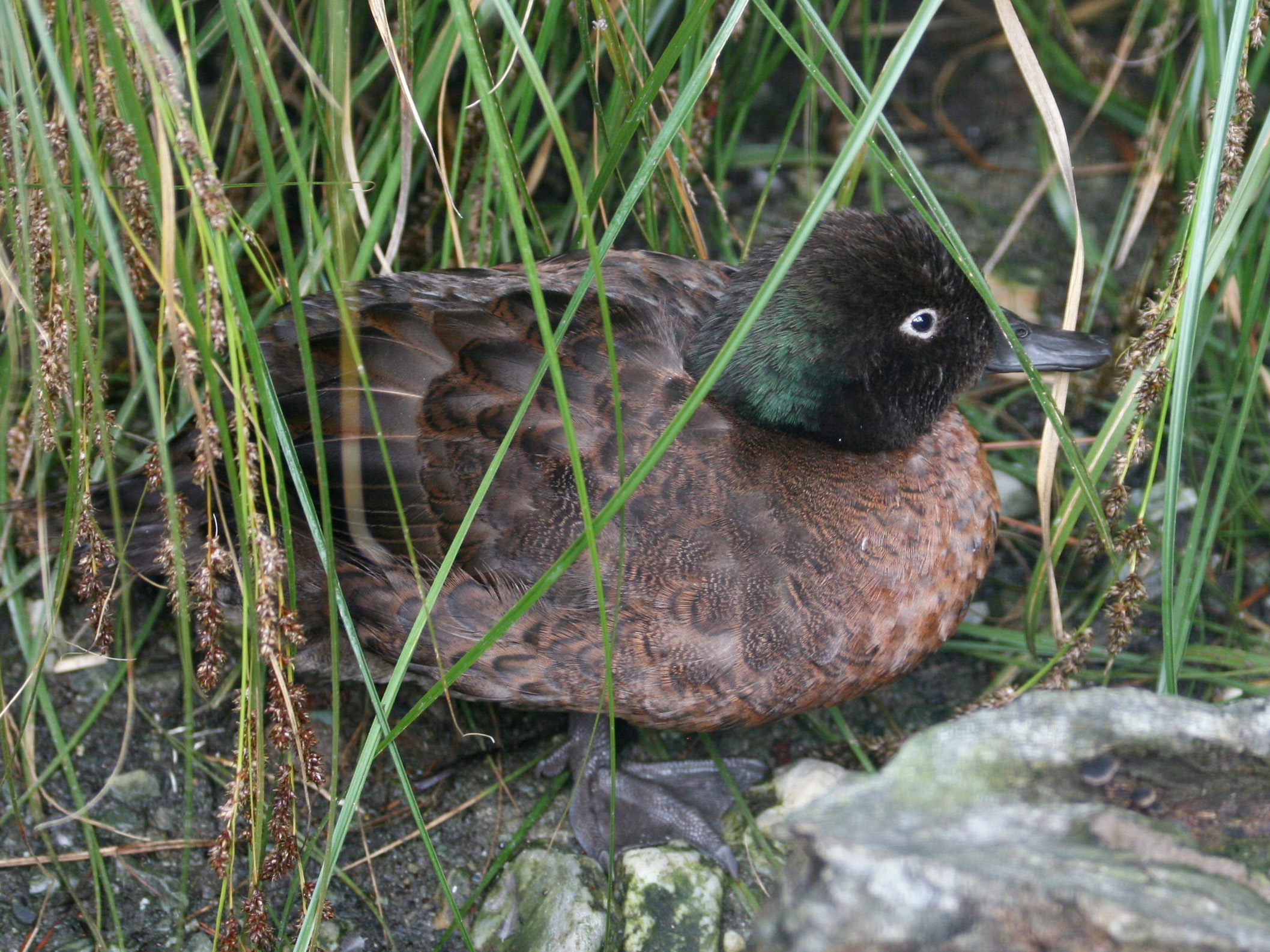
Kaczor cyraneczki południowej

Cyraneczka południowa jest małą kaczką, wielkości cyraneczki zwyczajnej, mierzy od 36 do 48 cm. Upierzenie u obu płci, a także u piskląt jest ciemnobrązowe. Głowa i grzbiet kaczora opalizuje na zielono, pierś jest ciemnokasztanowa, brzuch jaśniejszy; kaczory mają też białą plamę u nasady kupra. Kaczki są jednolicie ciemnobrązowe z nieco jaśniejszym brzuchem. Ptaki obu płci mają wyraźną białą obwódkę dookoła ciemnobrązowego oka, ciemnoszary dziób, nogi i płetwy. Skrzydła są bardzo krótkie, lotki pierwszorzędowe sięgają tylko do połowy długości ciała. Masa ciała dorosłego kaczora to 290–500 g, a kaczki 280–365 g. W niewoli ptaki dożywają 16 lat.

## Zachowania
Cyraneczka południowa prowadzi skryty, nocny tryb życia, co wraz z odosobnieniem zamieszkiwanych wysp czyni ją trudną do badania. Kryje się w gęstej, wysokiej roślinności formacji tussock, rzadko wychodząc ze schronienia. Nocą żeruje w strefie międzypływowej i wśród kamieni; na wyspie Codfish zaobserwowano, że stadko ptaków gromadzi się u ujścia strumienia. Ptaki te są przypuszczalnie wszystkożerne; preferują bezkręgowce, ale jedzą też nasiona traw i sitowia. Ograniczone zasoby pokarmu na wyspie Dent sprawiły, że kaczki włączyły do diety nawet guano ptaków morskich.
Cyraneczka południowa nie umie latać, co jest cechą bardzo rzadko spotykaną wśród kaczek, za to w obliczu niebezpieczeństwa szybko odbiega. Innymi nielotnymi kaczkami są tylko cyraneczka auklandzka i torpedówki (rodzaj Tachyeres) z południowego krańca Ameryki Południowej.
Ptaki reintrodukowane na Wyspie Campbella zajęły różne środowiska, od poziomu morza do 200 m n.p.m. Występują na plażach, wzdłuż strumieni, w lasach Dracophyllum i na otwartych terenach wyżynnych.

### Lęgi
Cyraneczki południowe są prawdopodobnie monogamiczne i silnie terytorialne, rozród i poszukiwanie pokarmu ogranicza się do terytorium, które para prawdopodobnie utrzymuje przez cały rok. Na Wyspie Campbella gniazda z 4–5 wysiadywanymi jajami znajdowane są od połowy listopada do połowy grudnia (na przełomie wiosny i lata). Na Codfish Island ptaki zaczynają składać jaja pod koniec listopada, a pisklęta spotykane są od początku stycznia do lutego. W lęgu znajduje się od 2 do 5 jaj (średnio 3,5) o blado płowej skorupce. W niewoli jaja mają rozmiary 62×43 mm i masę ocenianą na 65 g, co stanowi 15–20% masy ciała samicy. Inkubacja jaj trwa 30–34 dni. Oboje dorosłych zajmuje się opieką nad pisklętami. Nie wiadomo, po jakim czasie ma miejsce pierwsze pierzenie u piskląt w naturze, ale w niewoli osiągają one masę dorosłego ptaka w ciągu 50–60 dni.

## Status i ochrona

### Przetrwanie

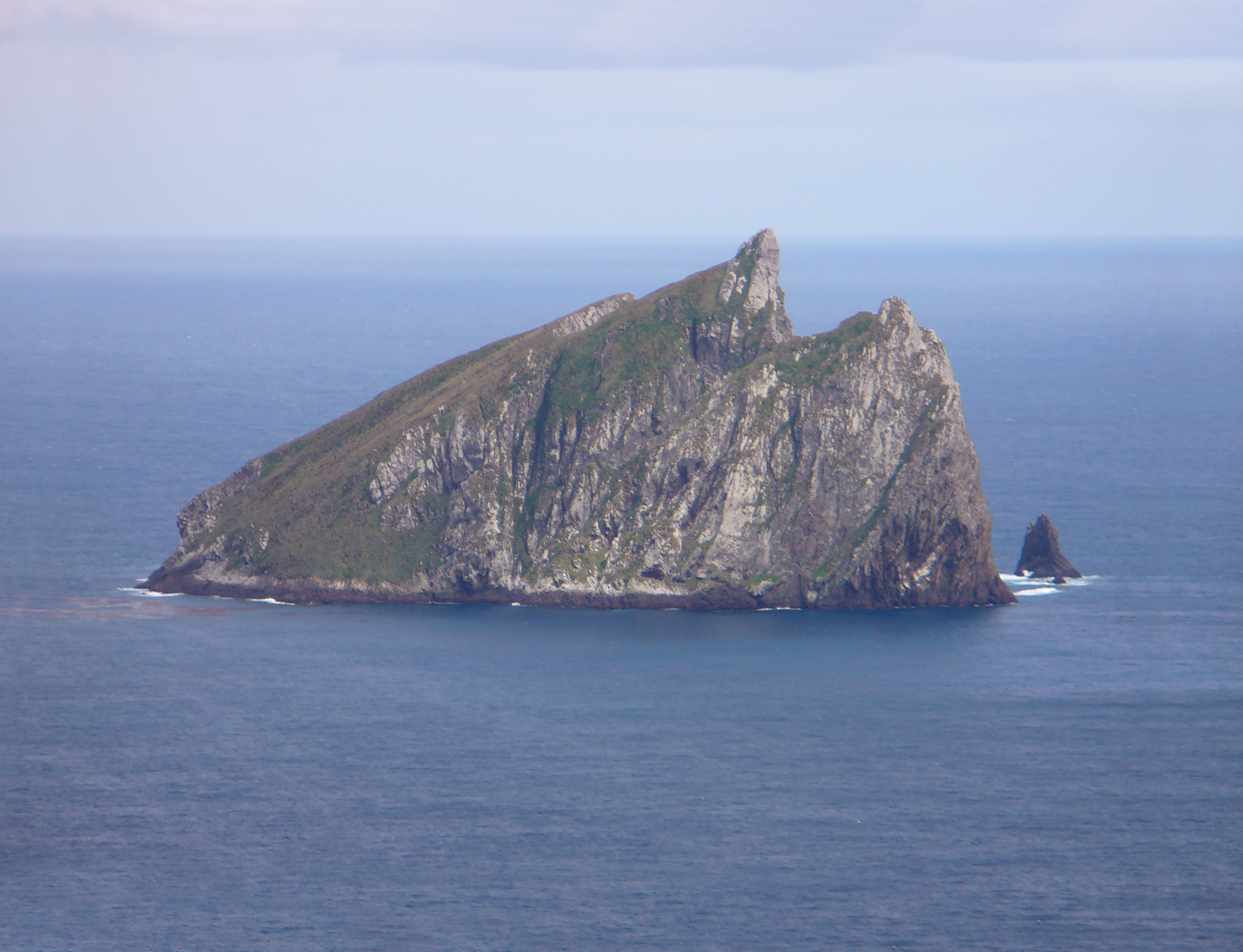
Wyspa Dent, ostatnie schronienie cyraneczki południowej

Cyraneczki południowe żyją w grupie Wysp Campbella. Dawniej występowały naturalnie na głównej wyspie archipelagu, Wyspie Campbella, ale na początku XIX wieku ludzie nieświadomie sprowadzili na wyspę szczury wędrowne. Gryzonie zjadały jaja i pisklęta kaczek. W 1973 roku niewielką populację cyraneczki południowej odkryto na wyspie Dent o powierzchni zaledwie 26 hektarów, odległej o 3 kilometry od głównej wyspy. Dziesięć lat później rozpoczęto program rozmnażania cyraneczek w niewoli. Wszystkie kaczki wyklute w niewoli wywodzą się od jednej samicy, przez co ich różnorodność genetyczna jest bardzo mała. W 1990 roku populację na Dent Island oceniano na 60–100 ptaków; w 1998 prawdopodobnie nie było więcej niż 25 rozmnażających się par. W latach 1999 i 2000 kaczki odchowane w niewoli introdukowano na Codfish Island, wyspę u wybrzeża wyspy Stewart w archipelagu Nowej Zelandii. W 2000 roku gatunek został wpisany do Czerwonej księgi gatunków zagrożonych z najwyższym statusem zagrożenia, jako krytycznie zagrożony.

### Powrót
W 2001 roku zakończono akcję deratyzacyjną na Wyspie Campbella. W następnych latach na wyspie wypuszczono łącznie 159 cyraneczek południowych sprowadzonych z Codfish Island. Ptaki przetrwały zimę, a w 2006 roku zaobserwowano pierwsze pisklęta. Część cyraneczek przybyła także samodzielnie z wyspy Dent. Badania terenowe z 2009 roku wskazywały, że na Wyspie Campbella żyją co najmniej 102 dorosłe ptaki; populacje na Dent i Codfish Island nie były monitorowane, ale ocenia się, że są znacznie mniejsze (mniej niż 30 kaczek w każdej). Liczebność w rzeczywistości może być wyższa. W 2011 roku Międzynarodowa Unia Ochrony Przyrody obniżyła stopień zagrożenia gatunku na zagrożony. W 2020 roku status został ponownie obniżony na gatunek narażony.
Zagrożeniem dla cyraneczki południowej pozostaje możliwość ponownego zawleczenia szczurów na Wyspę Campbella, szczególnie gwałtowne zjawiska pogodowe oraz możliwość przyniesienia chorób przez ptaki wędrowne. Sądzi się, że naturalnymi wrogami cyraneczek południowych są drapieżne ptaki morskie: mewa południowa, petrelec wielki i wydrzyk brunatny.